# St. Maria (Pentling)

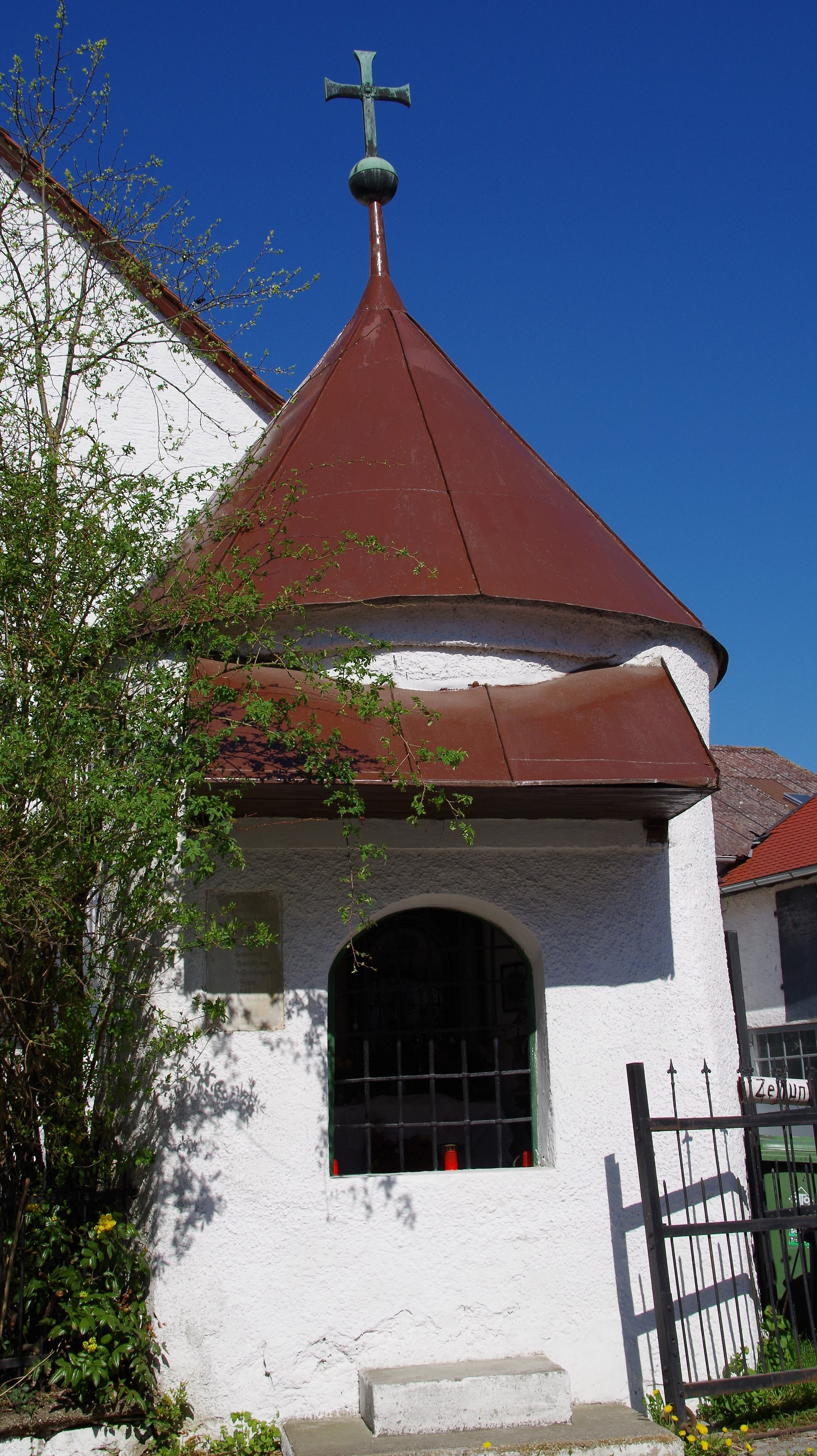
St. Maria in Pentling

Die denkmalgeschützte Rotunde St. Maria steht in Pentling, einer Gemeinde im Landkreis Regensburg der Oberpfalz. Das Bauwerk ist unter der Denkmalnummer D-3-75-180-2 als Baudenkmal in die Bayerische Denkmalliste eingetragen.

## Beschreibung
Die Kapelle auf nahezu kreisförmigen Grundriss, die mit einem Kegeldach bedeckt ist, wurde 1649 erbaut. Zur Kirchenausstattung gehört ein barocker Altar aus dem 17. Jahrhundert, auf dessen Altarretabel Maria dargestellt ist.